# 雅各布·威廉·哈尼尔
雅各布·威廉·哈尼尔（德語：Jacob Wilhelm Haniel；1734年3月20日—1782年5月28日）是一位德国商人。他的妻子阿莱塔·哈尼尔、儿子格哈德·哈尼尔和弗朗茨·哈尼尔都是企业家。他出生于埃尔伯费尔德，逝世于鲁尔奥特。

## 生平
雅各布·威廉·哈尼尔是埃尔伯费尔德商人弗里德里希·约阿希姆·哈尼尔和其妻卡塔琳娜（婚前姓冯·海特）的儿子。他受洗为路德宗，但在歸正宗信仰中成长。他的教育背景不详。像他的四位兄弟姐妹一样，他搬到普鲁士的杜伊斯堡，并于1757年在那里开设了一家葡萄酒商行。他的合伙人起初是他的连襟伯恩哈德·邦加特，两人合作大约两年；从1759年初起，他的弟弟彼得·弗里德里希成为新的合伙人。哈尼尔兄弟的葡萄酒商行在七年战争期间似乎经营良好：1763年，杜伊斯堡市民被迫按各自资产出资支付一笔战争贷款，以向法国人缴纳款项，哈尼尔兄弟在出资名单中排名第三。战争结束后，来自莱茵河和摩泽尔河的葡萄酒被征收高额进口税，市民还需为此类奢侈品支付高税费。因此，哈尼尔家族将其业务扩展至普通货运和代销贸易。不过，整体销售额仍有所下降。
据推测，雅各布·威廉·哈尼尔于1771年与一位名为肖巴尔的合伙人在杜伊斯堡开展煤炭贸易业务，也有可能是他的弟弟彼得·弗里德里希·哈尼尔参与其中。这是目前所知以“哈尼尔”名义进行的最早煤炭贸易。1761年，雅各布·威廉·哈尼尔与阿莱塔·努特结婚。根据努特家族的意愿，他于1772年接手了鲁尔奥特的货栈，该货栈自其岳父扬·威廉·努特于1770年去世后便已停止营业。从此，该货栈很可能首次作为商号运营，葡萄酒贸易和普通运输成为“雅各布·威廉·哈尼尔公司”的主营业务。雅各布·哈尼尔曾两次向普鲁士国王申请移民优惠政策，例如减税优惠。他显然曾考虑从事制造业，因为在他申请迁往杜伊斯堡的陈述中提到了一家毛纺厂。他来到鲁尔奥特时还曾表示有意设立“一定的工厂”，但这些计划最终并未实施。
1782年5月28日，雅各布·威廉·哈尼尔在鲁尔奥特的货栈去世，享年48岁。他留下了妻子阿莱塔、三个儿子——威廉、格哈德和弗朗茨，以及女儿约翰娜·索菲娅，她嫁给冶炼厂厂长戈特洛布·雅各比。